# Metareva paulina
Metareva paulina là một loài bướm đêm thuộc phân họ Arctiinae, họ Erebidae.